# World Women's Championship Tour
Os principais campeonatos mundiais femininos organizados pela liga profissional de surfe - WSL (World Surf League) - são: a divisão de elite WCT (World Championship Tour), a divisão de acesso WQS (World Qualification Series), a divisão júnior WJC (World Junior Championship) e a divisão longboard WLT (World Longboard Tour).
A WSL   é o novo nome da empresa ASP adquirida pela ZoSea, apoiado por Paul Speaker, Terry Hardy, e Dirk Ziff. Ela era conhecida como a Associação de Surfistas Profissionais (Association of Surfing Professionals), de 1983 a 2014. No início da temporada 2015, a ASP mudou seu nome para World Surf League (WSL).
WCT é o acrônimo para "World Championship Tour", que em português pode ser traduzido como "Circuito Mundial" e é normalmente conhecido por "Elite Mundial". Começou a ser disputado em 1992, quando a antiga ASP ('Associação dos Surfistas Profissionais, em tradução literal) decidiu dividir o Circuito Mundial em duas divisões (WCT e WQS). A havaíana Margo Oberg foi a primeira a vencer um Circuito Mundial, quando este já era unificado, em 1977.

## Campeãs

### Campeãs do WCT (World Championship Tour)
| 1964                            | Phyllis O'Donnell                       |                                         |
| 1965                            | Joyce Hoffman                           |                                         |
| 1966                            | Joyce Hoffman                           |                                         |
| 1968                            | Margo Godfrey                           |                                         |
| 1970                            | Sharon Webber                           |                                         |
| 1972                            | Sharon Webber                           |                                         |
| ISF World Surfing Championships |                                         |                                         |
| 1977                            | Margo Oberg                             |                                         |
| 1978                            | Lynn Boyer                              |                                         |
| 1979                            | Lynn Boyer                              |                                         |
| 1980                            | Margo Oberg                             |                                         |
| 1981                            | Margo Oberg                             |                                         |
| 1982                            | Debbie Beacham                          |                                         |
| IPS World Circuit               |                                         |                                         |
| 1983/84                         | Kim Mearig                              |                                         |
| 1984/85                         | Freida Zamba                            |                                         |
| 1985/86                         | Freida Zamba                            |                                         |
| 1986/87                         | Freida Zamba                            |                                         |
| 1987/88                         | Wendy Botha                             |                                         |
| 1988                            | Freida Zamba                            |                                         |
| 1989                            | Wendy Botha                             |                                         |
| 1990                            | Pam Burridge                            |                                         |
| 1991                            | Wendy Botha                             |                                         |
| 1992                            | Wendy Botha                             |                                         |
| 1993                            | Pauline Menczer                         |                                         |
| 1994                            | Lisa Andersen                           |                                         |
| 1995                            | Lisa Andersen                           |                                         |
| 1996                            | Lisa Andersen                           |                                         |
| 1997                            | Lisa Andersen                           |                                         |
| 1998                            | Layne Beachley                          |                                         |
| 1999                            | Layne Beachley                          |                                         |
| 2000                            | Layne Beachley                          |                                         |
| 2001                            | Layne Beachley                          |                                         |
| 2002                            | Layne Beachley                          |                                         |
| 2003                            | Layne Beachley                          |                                         |
| 2004                            | Sofia Mulanovich                        |                                         |
| 2005                            | Chelsea Georgeson                       |                                         |
| 2006                            | Layne Beachley                          |                                         |
| 2007                            | Stephanie Gilmore                       |                                         |
| 2008                            | Stephanie Gilmore                       |                                         |
| 2009                            | Stephanie Gilmore                       |                                         |
| 2010                            | Stephanie Gilmore                       |                                         |
| 2011                            | Carissa Moore                           |                                         |
| 2012                            | Stephanie Gilmore                       |                                         |
| 2013                            | Carissa Moore                           |                                         |
| 2014                            | Stephanie Gilmore                       |                                         |
| 2015                            | Carissa Moore                           |                                         |
| 2016                            | Tyler Wright                            |                                         |
| 2017                            | Tyler Wright                            |                                         |
| 2018                            | Stephanie Gilmore                       |                                         |
| 2019                            | Carissa Moore                           |                                         |
| 2020                            | Cancelado devido a pandemia de COVID-19 | Cancelado devido a pandemia de COVID-19 |
| 2021                            | Carissa Moore                           |                                         |
| 2022                            | Stephanie Gilmore                       |                                         |
| 2023                            | Caroline Marks                          |                                         |
| 2024                            | Caitlin Simmers                         |                                         |

| Títulos | Surfista          |
| ------- | ----------------- |
| 8       | Stephanie Gilmore |
| 7       | Layne Beachley    |
| 5       | Carissa Moore     |
| 4       | Freida Zamba      |
| 4       | / Wendy Botha     |
| 4       | Lisa Andersen     |
| 3       | Margo Oberg       |
| 2       | Tyler Wright      |
| 2       | Joyce Hoffman     |
| 2       | Sharon Webber     |
| 2       | Lynn Boyer        |
| 1       | Phyllis O'Donnell |
| 1       | Margo Godfrey     |
| 1       | Debbie Beacham    |
| 1       | Kim Mearig        |
| 1       | Pam Burridge      |
| 1       | Pauline Menczer   |
| 1       | Sofia Mulanovich  |
| 1       | Chelsea Georgeson |
| 1       | Caroline Marks    |
| 1       | Caitlin Simmers   |

| País           | Títulos |
| -------------- | ------- |
| Austrália      | 24      |
| Estados Unidos | 17      |
| Havaí          | 10      |
| Peru           | 1       |
| África do Sul  | 1       |

| Continentes      | Títulos |
| ---------------- | ------- |
| América do Norte | 27      |
| Oceania          | 24      |
| América do Sul   | 1       |
| África           | 1       |

## Campeãs do WLT (World Longboard Tour)
| Ano  | Nome                                    |                                         |
| ---- | --------------------------------------- | --------------------------------------- |
| 1999 | Daize Shayne                            |                                         |
| 2000 | Cori Schumacher                         |                                         |
| 2001 | Cori Schumacher                         |                                         |
| 2002 | Kim Hanrock                             |                                         |
| 2003 | Daize Shayne                            |                                         |
| 2004 | Summer Romero                           |                                         |
| 2005 | Kristy Murphy                           |                                         |
| 2006 | Schuyler McFerran                       |                                         |
| 2007 | Jennifer Smith                          |                                         |
| 2008 | Joy Monahan                             |                                         |
| 2009 | Jennifer Smith                          |                                         |
| 2010 | Cori Schumacher                         |                                         |
| 2011 | Lindsay Steinriede                      |                                         |
| 2012 | Kelia Moniz                             |                                         |
| 2013 | Kelia Moniz                             |                                         |
| 2014 | Chelsea Williams                        |                                         |
| 2015 | Rachael Tilly                           |                                         |
| 2016 | Tory Gilkerson                          |                                         |
| 2017 | Honolua Blomfield                       |                                         |
| 2018 | Soleil Errico                           |                                         |
| 2019 | Honolua Blomfield                       |                                         |
| 2020 | Cancelado devido a pandemia de COVID-19 | Cancelado devido a pandemia de COVID-19 |
| 2021 | Honolua Blomfield                       |                                         |
| 2022 | Soleil Errico                           |                                         |
| 2023 | Soleil Errico                           |                                         |
| 2024 | Rachael Tilly                           |                                         |

| Títulos | Surfista           |
| ------- | ------------------ |
| 3       | Cori Schumacher    |
| 3       | Honolua Blomfield  |
| 3       | Soleil Errico      |
| 2       | Daize Shayne       |
| 2       | Jennifer Smith     |
| 2       | Kelia Moniz        |
| 2       | Rachael Tilly      |
| 1       | Kim Hanrock        |
| 1       | Summer Romero      |
| 1       | Kristy Murphy      |
| 1       | Schuyler McFerran  |
| 1       | Joy Monahan        |
| 1       | Lindsay Steinriede |
| 1       | Chelsea Williams   |
| 1       | Tory Gilkerson     |

| País           | Títulos |
| -------------- | ------- |
| Estados Unidos | 18      |
| Havaí          | 6       |
| Austrália      | 1       |

| Continentes      | Títulos |
| ---------------- | ------- |
| América do Norte | 24      |
| Oceania          | 1       |

## Campeãs WSL Big Wave Championship Tour
| Ano  | Nome           |
| ---- | -------------- |
| 2016 | Paige Alms     |
| 2017 | Paige Alms     |
| 2018 | Keala Kennelly |

| Títulos | Surfista       |
| ------- | -------------- |
| 2       | Paige Alms     |
| 1       | Keala Kennelly |

| País  | Títulos |
| ----- | ------- |
| Havaí | 3       |

| Continentes      | Títulos |
| ---------------- | ------- |
| América do Norte | 3       |

## Campeãs WSL Women’s World Junior
| Ano  | Nome                                    |                                         |
| ---- | --------------------------------------- | --------------------------------------- |
| 2005 | Jessi Miley-Dyer                        |                                         |
| 2006 | Nicola Atherton                         |                                         |
| 2007 | Sally Fitzgibbons                       |                                         |
| 2008 | Pauline Ado                             |                                         |
| 2009 | Laura Enever                            |                                         |
| 2010 | Alizee Arnaud                           |                                         |
| 2011 | Leila Hurst                             |                                         |
| 2012 | Nikki van Dijk                          |                                         |
| 2013 | Ella Williams                           |                                         |
| 2014 | Mahina Maeda                            |                                         |
| 2015 | Isabella Nichols                        |                                         |
| 2016 | Macy Callaghan                          |                                         |
| 2017 | Vahine Fierro                           |                                         |
| 2018 | Kirra Pinkerton                         |                                         |
| 2019 | Amuro Tsuzuki                           |                                         |
| 2020 | Cancelado devido a pandemia de COVID-19 | Cancelado devido a pandemia de COVID-19 |
| 2021 | Cancelado devido a pandemia de COVID-19 | Cancelado devido a pandemia de COVID-19 |
| 2022 | Francisca Veselko                       |                                         |
| 2023 | Sierra Kerr                             |                                         |
| 2024 | Luana Silva                             |                                         |

| Títulos | Surfista          |
| ------- | ----------------- |
| 1       | Jessi Miley-Dyer  |
| 1       | Nicola Atherton   |
| 1       | Sally Fitzgibbons |
| 1       | Pauline Ado       |
| 1       | Laura Enever      |
| 1       | Alizee Arnaud     |
| 1       | Leila Hurst       |
| 1       | Nikki van Dijk    |
| 1       | Ella Williams     |
| 1       | Mahina Maeda      |
| 1       | Isabella Nichols  |
| 1       | Macy Callaghan    |
| 1       | Vahine Fierro     |
| 1       | Kirra Pinkerton   |
| 1       | Amuro Tsuzuki     |
| 1       | Francisca Veselko |
| 1       | Sierra Kerr       |
| 1       | Luana Silva       |

| País               | Títulos |
| ------------------ | ------- |
| Austrália          | 8       |
| Havaí              | 3       |
| França             | 2       |
| Estados Unidos     | 1       |
| Polinésia Francesa | 1       |
| Japão              | 1       |
| Portugal           | 1       |
| Brasil             | 1       |

| Continentes      | Títulos |
| ---------------- | ------- |
| Oceania          | 9       |
| América do Norte | 4       |
| Europa           | 3       |
| Ásia             | 1       |
| América do Sul   | 1       |